# 4G
4G là công nghệ mạng di động thế hệ thứ tư, kế thừa 3G và trước 5G. 4G được định nghĩa bởi Liên minh Viễn thông Quốc tế (ITU) vào năm 2008 với các yêu cầu về tốc độ truy cập dữ liệu cao, hỗ trợ nhiều ứng dụng đa phương tiện và khả năng tương thích với các hệ thống mạng di động khác. 4G cung cấp tốc độ truy cập dữ liệu cao hơn nhiều so với 3G, lên tới 1 Gbps trong điều kiện lý tưởng. Điều này cho phép người dùng tải xuống video, chơi game trực tuyến và thực hiện các tác vụ khác yêu cầu nhiều băng thông.
Tháng 12 năm 2010, ITU mở rộng định nghĩa 4G của mình để bao gồm LTE, WiMAX và HSPA+ để phản ánh sự phát triển của công nghệ mạng di động và để đảm bảo rằng các nhà sản xuất thiết bị và nhà cung cấp dịch vụ có thể sử dụng thuật ngữ 4G một cách thống nhất.
Tiêu chuẩn WiMAX phiên bản đầu tiên được triển khai thương mại ở Hàn Quốc vào năm 2006 và kể từ đó đã được triển khai ở hầu hết các nơi trên thế giới. Tiêu chuẩn LTE phiên bản đầu tiên được triển khai thương mại ở Oslo, Na Uy và Stockholm, Thụy Điển vào năm 2009. Kể từ đó, LTE đã được triển khai ở hầu hết các nơi trên thế giới. Tuy nhiên, các phiên bản phát hành đầu tiên của LTE không đáp ứng tất cả các yêu cầu của tiêu chuẩn này. Vì vậy, liệu các phiên bản này có nên được coi là 4G hay không vẫn còn là vấn đề tranh cãi.
Mỗi thế hệ công nghệ mạng di động không dây đều mang lại tốc độ băng thông và dung lượng mạng cao hơn. 4G có tốc độ tải xuống lên đến 150 Mbit/s và tốc độ tải lên 50 Mbit/s, trong khi 3G có tốc độ tải xuống tối đa là 7.2 Mbit/s và tốc độ tải lên 2 Mbit/s..
Tính đến  năm 2021, công nghệ 4G chiếm 58% thị trường công nghệ viễn thông di động toàn cầu.

## Những thay đổi và nâng cấp
4G có nhiều cải tiến so với thế hệ 3G tiền nhiệm, dưới đây là một số ví dụ:
1. Tốc độ truyền dữ liệu cao hơn: Trong khi 3G thường cung cấp tốc độ tải về lý thuyết từ 384Kbps tới 2Mbps, thì 4G có thể đạt tốc độ tải về từ 10Mbps đến 100Mbps và thậm chí lên đến tốc độ 1Gbps. Điều này cho phép truy cập các dịch vụ Internet mượt mà hơn.
2. Cải thiện hiệu năng: Mạng 4G có khả năng xử lý số lượng người dùng và kết nối dữ liệu đồng thời lớn hơn. Điều này giúp ngăn chặn tình trạng tắc nghẽn và đảm bảo kết nối ổn định và đáng tin cậy, ngay cả trong các khu vực có mật độ dân số cao hoặc trong thời điểm sử dụng cao điểm.
3. Chất lượng thoại cải thiện: 4G đã giới thiệu công nghệ Voice over LTE (VoLTE), cho phép truyền cuộc gọi thoại qua mạng IP (Internet Protocol). VoLTE cung cấp cuộc gọi thoại chất lượng cao với âm thanh HD (High Definition) và thời gian thiết lập cuộc gọi nhanh hơn

4G không chứa miền chuyển mạch kênh trong mạng lõi.

## Lịch sử công nghệ 4G và tiền 4G
Hệ thống 4G ban đầu được hình thành bởi  DARPA, Hoa Kỳ. DARPA đã chọn kiến trúc phân tán và giao thức Internet (IP) đầu cuối, và tin tưởng ngay từ đầu vào mạng lưới ngang hàng trong đó mỗi thiết bị di động sẽ vừa là bộ thu phát và bộ định tuyến cho các thiết bị khác trong mạng, loại bỏ điểm yếu dạng nan hoa và trung tâm của các hệ thống di động 2G và 3G. Kể từ hệ thống 2.5G GPRS, các hệ thống di động đã cung cấp hai cơ sở hạ tầng: các nút chuyển mạch gói cho dịch vụ dữ liệu và các nút chuyển mạch mạch cho cuộc gọi thoại. Trong các hệ thống 4G, cơ sở hạ tầng chuyển mạch mạch bị loại bỏ và chỉ cung cấp mạng chuyển mạch gói, trong khi các hệ thống 2.5G và 3G yêu cầu cả nút mạng chuyển mạch gói và chuyển mạch kênh, tức là hai cơ sở hạ tầng song song. Điều này có nghĩa là trong 4G, các cuộc gọi thoại truyền thống được thay thế bằng điện thoại IP.
- Năm 2002: Tầm nhìn chiến lược cho 4G, được ITU định nghĩa là IMT Advanced, đã được đặt ra.
- Năm 2004: NTT DoCoMo của Nhật Bản đã lần đầu tiên đề xuất LTE.[5]
- Năm 2005: Công nghệ truyền dẫn OFDMA được chọn làm ứng viên cho đường xuống HSOPA, sau đó được đổi tên thành giao diện không khí E-UTRA của 3GPP Long Term Evolution (LTE)
- Tháng 11 năm 2005: KT Corporation triển khai dịch vụ WiMAX di động ở Busan, Hàn Quốc.[6]
- Tháng 4 năm 2006: KT Corporation bắt đầu dịch vụ WiMAX di động thương mại đầu tiên trên thế giới ở Seoul, Hàn Quốc.[7]
- Giữa năm 2006: Sprint thông báo sẽ đầu tư khoảng 5 tỷ đô la Mỹ vào việc xây dựng công nghệ WiMAX trong vài năm tới[8] (7,26 tỷ đô la theo giá trị thực[9]). Kể từ đó, Sprint đã gặp phải nhiều khó khăn dẫn đến thua lỗ hàng quý lớn. Vào ngày 7 tháng 5 năm 2008, Sprint, Imagine, Google, Intel, Comcast, Bright House và Time Warner đã thông báo hợp tác sử dụng phổ tần trung bình 120 MHz; Sprint đã sáp nhập bộ phận Xohm WiMAX của mình với Clearwire để thành lập một công ty có tên "Clear".
- Vào tháng 2 năm 2007, công ty NTT DoCoMo của Nhật Bản đã thử nghiệm một nguyên mẫu hệ thống thông tin 4G với MIMO 4×4 có tên VSF-OFCDM, đạt tốc độ 100 Mbit/s khi di chuyển và 1 Gbit/s khi đứng yên. NTT DoCoMo đã hoàn thành một thử nghiệm đạt tốc độ truyền gói tối đa khoảng 5 Gbit/s ở đường xuống với MIMO 12×12 sử dụng băng thông tần số 100 MHz khi di chuyển với tốc độ 10 km/h.[10] NTT DoCoMo dự kiến phát hành mạng thương mại đầu tiên vào năm 2010.
- Tháng 9 năm 2007: NTT Docomo đã trình diễn tốc độ dữ liệu e-UTRA 200 Mbit/s với mức tiêu thụ điện năng dưới 100 mW trong quá trình thử nghiệm.[11]
- ITháng 1 năm 2008: Ủy ban Truyền thông Liên bang Hoa Kỳ (FCC) đã bắt đầu cuộc đấu giá phổ tần cho các tần số TV analog cũ 700 MHz. Kết quả là, phần lớn phổ tần đã thuộc về Verizon Wireless và phần lớn tiếp theo thuộc về AT&T.[12] Cả hai công ty này đều tuyên bố ý định hỗ trợ LTE.
- Tháng 1 năm 2008: Ủy viên Liên minh châu Âu, Viviane Reding đề xuất phân bổ lại phổ tần 500–800 MHz cho thông tin liên lạc không dây, bao gồm WiMAX.[13]
- Ngày 15 tháng 2 năm 2008: Skyworks Solutions phát hành mô-đun front-end cho e-UTRAN.[14][15][16]
- Tháng 11 năm 2008: ITU-R đã thiết lập các yêu cầu về hiệu suất chi tiết của IMT-Advanced, bằng cách ban hành một Thư Thông tư kêu gọi các Ứng cử viên Công nghệ Truy cập Vô tuyến (RATs) cho IMT-Advanced.[17]
- Tháng 4 năm 2008: Ngay sau khi nhận được thư thông tư, 3GPP đã tổ chức hội thảo về IMT-Advanced, nơi quyết định rằng LTE Advanced, một sự phát triển của tiêu chuẩn LTE hiện tại, sẽ đáp ứng hoặc thậm chí vượt quá các yêu cầu IMT-Advanced theo chương trình nghị sự của ITU-R.
- Tháng 4 năm 2008: LG và Nortel đã trình diễn tốc độ dữ liệu e-UTRA là 50 Mbit/s trong khi di chuyển ở tốc độ 110 km/h.[18]
- Ngày 12 tháng 11 năm 2008: HTC công bố điện thoại di động hỗ trợ WiMAX đầu tiên, Max 4G.[19]
- Vào ngày 15 tháng 12 năm 2008, San Miguel Corporation, tập đoàn thực phẩm và đồ uống lớn nhất Đông Nam Á, đã ký kết biên bản ghi nhớ với Qatar Telecom QSC (Qtel) để xây dựng các dự án băng thông rộng không dây và truyền thông di động ở Philippines. Liên doanh này thành lập wi-tribe Philippines, công ty cung cấp dịch vụ 4G tại Philippines.[20] Cùng thời gian đó, Globe Telecom triển khai dịch vụ WiMAX đầu tiên ở Philippines.
- Ngày 3 tháng 3 năm 2009: LRTC của Lithuania thông báo mạng WiMAX di động "4G" đầu tiên hoạt động ở các nước Baltic.[21]
- Tháng 12 năm 2009: Sprint bắt đầu quảng cáo dịch vụ "4G" ở một số thành phố ở Hoa Kỳ, mặc dù tốc độ tải xuống trung bình chỉ từ 3 đến 6 Mbit/s với tốc độ tối đa là 10 Mbit/s (không có sẵn ở tất cả các thị trường).[22]
- Ngày 14 tháng 12 năm 2009, triển khai LTE thương mại đầu tiên đã được thực hiện tại các thủ đô Stockholm và Oslo của Scandinavia bởi nhà điều hành mạng Swedish-Finnish TeliaSonera và thương hiệu Na Uy NetCom (Na Uy). TeliaSonera đã đặt tên cho mạng là "4G". Các thiết bị modem được cung cấp được sản xuất bởi Samsung (dongle GT-B3710) và cơ sở hạ tầng mạng được tạo ra bởi Huawei (ở Oslo) và Ericsson (ở Stockholm). TeliaSonera có kế hoạch triển khai LTE trên toàn quốc ở Thụy Điển, Na Uy và Phần Lan.[23][24] TeliaSonera sử dụng băng thông phổ 10 MHz và single-in-single-out, có thể cung cấp tốc độ bit ròng của tầng vật lý lên đến 50 Mbit/s downlink và 25 Mbit/s uplink. Các bài kiểm tra ban đầu cho thấy thông lượng TCP là 42,8 Mbit/s downlink và 5,3 Mbit/s uplink tại Stockholm.[25]
- Ngày 4 tháng 6 năm 2010, Sprint đã phát hành điện thoại thông minh WiMAX đầu tiên ở Mỹ, HTC Evo 4G.[26]
- Ngày 4 tháng 11 năm 2010: Chiếc điện thoại thông minh LTE đầu tiên được bán ra trên thị trường là Samsung Craft, được cung cấp bởi MetroPCS.[27]
- Ngày 6 tháng 12 năm 2010: Tại Hội thảo Di động Thế giới ITU 2010, ITU tuyên bố rằng LTE, WiMAX và các "công nghệ 3G nâng cao" tương tự có thể được coi là "4G".[28]
- Năm 2011: Claro của Argentina ra mắt mạng HSPA+ pre-4G tại nước này.
- Năm 2011: Truemove-H của Thái Lan ra mắt mạng HSPA+ pre-4G với phạm vi phủ sóng trên toàn quốc.
- Ngày 17 tháng 3 năm 2011: Điện thoại thông minh LTE thứ hai được bán ra trên thị trường là HTC Thunderbolt, được Verizon cung cấp ở Mỹ.[29][30]
- Tháng 2 năm 2012: Ericsson đã trình diễn truyền hình di động qua LTE, sử dụng dịch vụ eMBMS mới (Dịch vụ Phát sóng Đa phương tiện Nâng cao).[31]

## Nhược điểm
4G gây ra một bất tiện tiềm ẩn cho những người đi du lịch quốc tế hoặc muốn chuyển nhà mạng. Để thực hiện và nhận cuộc gọi thoại 4G (VoLTE), thiết bị cầm tay của người đăng ký không chỉ phải có băng tần phù hợp (và trong một số trường hợp yêu cầu mở khóa), mà còn phải có cài đặt kích hoạt phù hợp cho nhà mạng và/hoặc quốc gia địa phương. Mặc dù có thể dự kiến điện thoại được mua từ nhà mạng này sẽ hoạt động với nhà mạng đó, nhưng việc thực hiện cuộc gọi thoại 4G trên mạng của nhà mạng khác (bao gồm chuyển vùng quốc tế) có thể không thể thực hiện được nếu không có bản cập nhật phần mềm dành riêng cho nhà mạng địa phương và kiểu điện thoại đó, bản cập nhật có thể có hoặc không có sẵn (mặc dù vẫn có thể chuyển sang 2G/3G để gọi thoại nếu có mạng 2G/3G có băng tần phù hợp).

## Tương lai của 4G
Năm 2023, nhiều quốc gia và khu vực đã bắt đầu quá trình chuyển đổi từ 4G sang 5G, thế hệ mạng di động tiếp theo. 5G hứa hẹn tốc độ truyền dữ liệu thậm chí nhanh hơn, độ trễ thấp hơn và khả năng kết nối nhiều thiết bị cùng lúc. Mạng 4G dự kiến sẽ cùng tồn tại với mạng 5G trong vài năm, cung cấp vùng phủ sóng ở những khu vực mà 5G không có sẵn.
| Quốc gia            | Mạng                 | Ngày ngừng hoạt động | Tiêu chuẩn | Ghi chú              |
| ------------------- | -------------------- | -------------------- | ---------- | -------------------- |
| Canada              | Xplore Mobile        | 2022-08-31           | LTE        |                      |
| Jamaica             | Digicel              | 2018-10-31           | WiMAX      | [ 33 ]               |
| Malaysia            | Yes 4G               | 2019-10-01           | WiMAX      | [ 34 ] [ 35 ]        |
| Nepal               | Nepal Telecom        | 2021-12-??           | WiMAX      | [ 36 ]               |
| Trinidad and Tobago | Blink bmobile (TSTT) | 2015-03-03           | WiMAX      | [ 37 ]               |
| Hoa Kỳ              | Sprint               | 2016-03-31           | WiMAX      | [ 38 ] [ 39 ]        |
| Hoa Kỳ              | T-Mobile (Sprint)    | 2022-06-30           | LTE        | [ 40 ] [ 41 ] [ 42 ] |